# Gmina Mirosławiec
Die Gmina Mirosławiec (Gemeinde Märkisch Friedland) ist eine Stadt- und Landgemeinde in der polnischen Woiwodschaft Westpommern. Hauptsitz ist die namensgebende Ortschaft Mirosławiec (Märkisch Friedland). Die Gemeinde nimmt eine Fläche von 203,27 km² ein und beansprucht damit 14,4 % des gesamten Powiat Wałecki (Kreis Deutsch Krone). Knapp 6.000 Einwohner leben im Gemeindegebiet.

## Geographie

Lage der Gemeinde im Powiat Wałecki

Die Gemeinde liegt im Nordwesten des Powiat Wałecki, der selbst im Südosten der Woiwodschaft Westpommern liegt. Nachbargemeinden sind:
- Gmina Tuczno (Tütz) und Gmina Wałcz (Deutsch Krone) im Powiat Wałecki, sowie
- Kalisz Pomorski (Kallies) und Wierzchowo (Virchow) im Powiat Drawski (Kreis Dramburg).

## Gemeindegliederung
Die Gmina Mirosławiec ist in sieben Schulzenämter untergliedert, denen 24 Ortschaften zugeordnet sind:
- Ortsteile:
- Bronikowo (Brunk), Hanki (Henkendorf), Jabłonowo (Appelwerder), Jadwiżyn (Marienthal), Łowicz Wałecki (Alt Lobitz), Mirosławiec (Märkisch Friedland), Piecnik (Petznick) und Toporzyk (Langhof)
- Übrige Ortschaften:
- Drzewoszewo, Gniewosz, Hanki Kolonia, Jabłonkowo, Kalinówka, Kierpnik, Kolonia Chojnice, Kolonia Polne, Kolonia Zacisze, Mirosławiec Górny, Nieradź (Nierosen), Orle (Wordel), Pilów, Próchnowo, Sadowo (Zadow) und Setnica.

## Verkehr

### Straßen
Die Gmina Mirosławiec liegt an der wichtigen polnischen Landesstraße 10 (Stettin – Płońsk (Plöhnen)), die auf der Trasse der früheren deutschen Reichsstraße 104 (Lübeck – Schneidemühl) verläuft, und ist nur 26 Kilometer von dem Straßenknotenpunkt Wałcz (Deutsch Krone) entfernt. Die Woiwodschaftsstraße 177 verbindet die Gemeinde außerdem mit Czaplinek (Tempelburg) im Norden und Człopa (Schloppe) siwue Wieleń (Filehne, schon in der Woiwodschaft Großpolen gelegen) im Süden.

### Schienen
Seit dem Jahr 1900 war das heutige Gemeindegebiet an das Eisenbahnnetz angeschlossen über die Strecke Kallies (Kalisz Pomorski) – Virchow (Wierzchowo) – Falkenburg (Złocieniec). Diese Bahnlinie wurde im Jahre 1996 für den Personenverkehr geschlossen, so dass eine Bahnanbindung nur noch für Güterverkehr besteht.

### Luftverkehr
Mirosławiec besitzt einen Fliegerhorst und ist Sitz der 12. Fliegerbasis der Polnischen Luftstreitkräfte. Im Januar 2008 kam es zu einem folgenschweren Absturz einer Militärmaschine CASA C-295 nahe dem Fliegerhorst.

## Ehrenbürger
Die Gemeinde Mirosławiec hat vier Personen das Ehrenbürgerrecht vergeben:
- Ryszard Hać (Militärpilot)
- Stanisław Hołubowski (Unternehmer)
- Jacek Dyk (Militärsanitäter)
- Emil Kweclich (Offizier der polnischen Armee)